# Urho (isbrytare)
Urho är en finländsk isbrytare som tjänstgjort sedan 1975. Fartyget har ett finländskt systerfartyg (Sisu), samt tre svenska (Atle, Frej och Ymer).